# أندرو ويبر
أندرو ويبر (بالإنجليزية: Andrew Weber)‏ (9 أغسطس 1983 أوستن الولايات المتحدة - ) هو لاعب كرة قدم أمريكي يلعب كحارس مرمى.

## وصلات خارجية
أندرو ويبر على موقع الدوري الأمريكي (الإنجليزية)
- أندرو ويبر على موقع قاعدة بيانات كرة القدم.إي يو (الإنجليزية)
- أندرو ويبر على موقع Soccerway.com (الإنجليزية)
- أندرو ويبر على موقع AS.com (الإسبانية)